# Список українських спортсменів — учасників Олімпійських ігор 2020
Літні олімпі́йські і́гри (грец. οἱ Ὀλυμπιακοί Ἀγῶνες) — універсальне пансвітове міжнародне мультиспортивне змагання з багатьох видів олімпійських видів та підвидів спорту за участю атлетів, які представляють національні олімпійські комітети, які проводяться кожні чотири роки під егідою Міжнародного олімпійського комітету.
Українські спортсмени — учасники Олімпійських ігор 2020 — виключно ті українські спортсмени, що брали участь у змаганнях чи перебували у заявці на найпрестижніших спортивних змаганнях — літніх Олімпійських іграх 2020 року, та мають безпосередній стосунок до України, зокрема власне представники України, а також спортсмени, що представляли інші збірні до прийняття українського громадянства чи після того, як стали громадянами інших держав, уродженці України, що представляли інші національні команди на час участі в Олімпійських іграх, що відбуваються у Токіо, Японія з 21 липня по 9 серпня 2021 року, вихованці українського спорту, що народилися поза межами України та уродженці України, що представляли інші національні команди на час участі на цій Олімпіаді, а також етнічні українці та особи українського походження (українськими спортсменами їх можна вважати лише певною мірою, у дуже широкому значенні), що народилися поза межами України та представляли інші збірні.

## Перелік українських спортсменів— учасників Олімпійських ігор 2020 у складі національної збірної України
Велосипедний спорт
| #                                          | Прізвище та ім'я особи     | Дата народження         | Місце народження                                                                     | Дата смерті             | Дисципліни | Регіон                               | Найкращий результат (місце)                                    | Фото                    |
| Гімнастичні види спорту                    | Гімнастичні види спорту    | Гімнастичні види спорту | Гімнастичні види спорту                                                              | Гімнастичні види спорту | Гімнастичні види спорту | Гімнастичні види спорту              | Гімнастичні види спорту                                        | Гімнастичні види спорту |
| Спортивна гімнастика                       | Спортивна гімнастика       | Спортивна гімнастика    | Спортивна гімнастика                                                                 | Спортивна гімнастика    | Спортивна гімнастика | Спортивна гімнастика                 | Спортивна гімнастика                                           | Спортивна гімнастика    |
| ------------------------------------------ | -------------------------- | ----------------------- | ------------------------------------------------------------------------------------ | ----------------------- | --- | ------------------------------------ | -------------------------------------------------------------- | ----------------------- |
| 1                                          | Ілля Ковтун                | 10 серпня 2003          | Черкаси, Черкаська область, Україна                                                  |                         | командна першість, багатоборство, опорний стрибок, кільця, вільні вправи, паралельні бруси, перекладина, кінь серед чоловіків                                           | Київ                                 | 7                                                              | mini                    |
| 2                                          | Петро Пахнюк               | 26 листопада 1991       | м. Київ, Україна                                                                     |                         | командна першість, багатоборство, кільця, вільні вправи, паралельні бруси, перекладина, кінь серед чоловіків                                                            | Київ                                 | 7                                                              | mini                    |
| 3                                          | Ігор Радивілов             | 9 жовтня 1992           | Маріуполь, Донецька область, Україна                                                 |                         | Командна першість, опорний стрибок, кільця, перекладина серед чоловіків                                                                                                 | м. Київ                              | 7                                                              | mini                    |
| 5                                          | Євген Юденков              | 10 листопада 1993       | Донецьк, Донецька область, Україна                                                   |                         | командна першість, багатоборство, кільця, вільні вправи, паралельні бруси, перекладина, кінь серед чоловіків                                                            | Луганська область                    | 7                                                              |                         |
| 6                                          | Діана Варінська            | 22 березня 2001         | м. Київ, Україна                                                                     |                         | багатоборство, опорний стрибок, вільні вправи, різновисокі бруси, колода серед жінок                                                                                    | Київ                                 | 43                                                             |                         |
| Художня гімнастика                         |                            |                         |                                                                                      |                         | |                                      |                                                                |                         |
| 7                                          | Маріола Боднарчук          | 23 березня 2002         | Львів, Львівська область, Україна                                                    |                         | групові вправи серед жінок | м. Київ                              | 7                                                              |                         |
| 8                                          | Марія Височанська          | 10 вересня 2002         | Львів, Львівська область, Україна                                                    |                         | групові вправи серед жінок | м. Київ                              | 7                                                              |                         |
| 9                                          | Анастасія Возняк           | 9 грудня 1998           | м. Київ, Україна                                                                     |                         | групові вправи серед жінок | м. Київ                              | 7                                                              |                         |
| 10                                         | Дарина Дуда                | 29 листопада 2003       | м. , Україна                                                                         |                         | групові вправи серед жінок | м. Київ                              | 7                                                              |                         |
| 11                                         | Єва Мелещук                | 29 вересня 2001         | м. Київ, Україна                                                                     |                         | групові вправи серед жінок | м. Київ                              | 7                                                              |                         |
| 12                                         | Вікторія Онопрієнко        | 18 жовтня 2003          | м. Київ, Україна                                                                     |                         | абсолютна першість серед жінок | м. Київ                              | 9                                                              | mini                    |
| 13                                         | Христина Погранична        | 13 травня 2003          | Львів, Львівська область, Україна                                                    |                         | абсолютна першість серед жінок | Львівська область                    | 10                                                             | mini                    |
| Стрибки на батуті                          |                            |                         |                                                                                      |                         | |                                      |                                                                |                         |
| 14                                         | Микола Просторов           | 18 грудня 1994          | Херсон, Херсонська область, Україна                                                  |                         | індивідуальні стрибки на батуті серед чоловіків | Херсонська область                   | 12                                                             |                         |
| Атлетичні види спорту                      |                            |                         |                                                                                      |                         | |                                      |                                                                |                         |
| Легка атлетика                             |                            |                         |                                                                                      |                         | |                                      |                                                                |                         |
| Метання                                    |                            |                         |                                                                                      |                         | |                                      |                                                                |                         |
| 15                                         | Михайло Кохан              | 22 серпня 1993          | Дніпро, Дніпропетровська область                                                     |                         | Метання молота серед чоловіків | Дніпропетровська область             | 4                                                              | mini                    |
| 16                                         | Михайло Гаврилюк           | 19 січня 1999           | Івано-Франківська область                                                            |                         | Метання молота серед чоловіків | Івано-Франківська область            | не допущений до змагань                                        |                         |
| 17                                         | Ігор Мусієнко              | 22 серпня 1993          |                                                                                      |                         | Штовхання ядра серед чоловіків | Сумська область                      | 30                                                             |                         |
| 18                                         | Гліб Піскунов              | 25 листопада 1998       | Нова Каховка, Херсонська область, Україна                                            |                         | Метання молота серед чоловіків | Херсонська область                   | 20                                                             |                         |
| 19                                         | Микита Нестеренко          | 15 квітня 1991          | Дніпро, Дніпропетровська область, Україна                                            |                         | Метання диску серед чоловіків | Дніпропетровська область             | 20                                                             |                         |
| 20                                         | Ольга Голодна              | 14 листопада 1991       | Мрин, Носівський район, Чернігівська область, Україна                                |                         | Штовхання ядра серед жінок | Київська область                     | 26                                                             |                         |
| 21                                         | Ірина Климець              | 4 жовтня 1994           | Четвертня, Маневицький район, Волинська область, Україна                             |                         | Метання молота серед жінок | Волинська область                    | 21                                                             |                         |
| 22                                         | Ірина Новожилова           | 7 січня 1986            | Шостка, Сумська область, Україна                                                     |                         | Метання молота серед жінок | Херсонська область                   | 30                                                             |                         |
| 23                                         | Наталія Семенова           | 7 липня 1982            | Горлівка, Донецька область, Україна                                                  |                         | Метання диску серед жінок | Донецька область                     | 31                                                             | mini                    |
| Стрибки                                    |                            |                         |                                                                                      |                         | |                                      |                                                                |                         |
| 24                                         | Владислав Мазур            | 21 листопада 1996       | Бердичів, Житомирська область, Україна                                               | 27                      | Стрибки у довжину серед чоловіків | Житомирська область                  | 27                                                             | mini                    |
| 25                                         | Андрій Проценко            | 20 травня 1988          | Херсон, Херсонська область, Україна                                                  |                         | Стрибки у висоту | Херсонська область                   | 14                                                             | mini                    |
| 26                                         | Марина Бех-Романчук        | 8 липня 1995            | Морозів, Хмельницька область, Україна                                                |                         | Стрибки у довжину серед жінок | Хмельницька область                  | 5                                                              | mini                    |
| 27                                         | Ірина Геращенко            | 10 березня 1995         | Київ, Україна                                                                        |                         | Стрибки у висоту серед жінок | Київ                                 | 4                                                              | mini                    |
| 28                                         | Яна Гладійчук              | 21 березня 1993         |                                                                                      |                         | Стрибки з жердиною серед жінок | Київ                                 | 21                                                             |                         |
| 29                                         | Марина Килипко             | 10 листопада 1995       | Харків, Харківська область, Україна                                                  |                         | Стрибки з жердиною серед жінок | Харківська область                   | 5                                                              | mini                    |
| 30                                         | Юлія Левченко              | 28 листопада 1997       | Бахмут, Донецька область, Україна                                                    |                         | Стрибки у висоту серед жінок | Київ                                 | 8                                                              | mini                    |
| 31                                         | Ярослава Магучіх           | 19 вересня 2001         | Дніпро, Дніпропетровська область, Україна                                            |                         | Стрибки у висоту серед жінок | Миколаївська область                 | 3                                                              | mini                    |
| 32                                         | Ольга Саладуха             | 4 червня 1983           | Донецьк, Донецька область, Україна                                                   |                         | Потрійний стрибок серед жінок | Донецька область                     | 20                                                             | mini                    |
| Спринтерський, бар'єрний та естафетний біг |                            |                         |                                                                                      |                         | |                                      |                                                                |                         |
| 33                                         | Микита Барабанов           | 10 січня 1991           |                                                                                      |                         | Змішаний естафетний біг 4×400 м | Запорізька область                   | 13                                                             |                         |
| 34                                         | Данило Даниленко           | 10 січня 1991           |                                                                                      |                         | Змішаний естафетний біг 4×400 м | Волинська область                    | був заявлений я запасний                                       | mini                    |
| 35                                         | Олександр Погорілко        | 10 січня 1991           |                                                                                      |                         | Змішаний естафетний біг 4×400 м | Сумська область                      | 13                                                             |                         |
| 36                                         | Сергій Смелик              | 19 квітня 1987          | Краснодон, Луганська область, Україна                                                |                         | біг на 200 м | Донецька область                     |                                                                | mini                    |
| 37                                         | Анастасія Бризгіна         | 9 січня 1998            | Луганськ, Україна                                                                    |                         | біг на 400 м та Естафета 4 × 100 м серед жінок | Луганська область                    | була заявлена як запасна                                       |                         |
| 38                                         | Яна Качур                  | 13 січня 1997           | Гайворон, Кіровоградська область, Україна                                            |                         | Змішаний естафетний біг 4×400 м, Естафета 4 × 400 м серед жінок | Донецька область                     | була заявлена як запасна                                       | mini                    |
| 39                                         | Катерина Климюк            | 18 липня 1990           | Бахмут, Донецька область, Україна                                                    |                         | Змішаний естафетний біг 4×400 м та Естафета 4 × 400 м серед жінок | Запорізька область                   | 9                                                              |                         |
| 40                                         | Аліна Логвиненко           | 18 липня 1990           | Бахмут, Донецька область, Україна                                                    |                         | Змішаний естафетний біг 4×400 м Естафета 4 × 400 м серед жінок | Донецька область                     | 9                                                              |                         |
| 40а                                        | Ольга Ляхова               | 10 листопада 1995       |                                                                                      |                         | біг на 800 м та Естафета 4 × 400 м серед жінок | Полтавська область, Донецька область | не поїхала на ігри через рішення федерації та особисті причини | mini                    |
| 41                                         | Тетяна Мельник             | 2 квітня 1995           | Олександрівка, Кіровоградська область, Україна                                       |                         | Біг на 400 м, Естафета 4 × 400 м серед жінок | Київ, Кіровоградська область         | 40                                                             | mini                    |
| 42                                         | Марія Миколенко            | 5 березня 1989          | Павлоград, Дніпропетровська область, Україна                                         |                         | біг на 400 м з бар'єрами серед жінок | Донецька область                     | 36                                                             | mini                    |
| 43                                         | Наталія Пироженко-Чорномаз | 18 липня 1990           | Бахмут, Донецька область, Україна                                                    |                         | Естафета 4 × 400 м серед жінок | Донецька область                     | не допущена до змагань                                         |                         |
| 44                                         | Ганна Рижикова             | 30 липня 1993           | Дніпро, Дніпропетровська область, Україна                                            |                         | біг на 400 м з бар'єрами серед жінок | Дніпропетровська область             | 5                                                              | mini                    |
| 45                                         | Вікторія Ткачук            | 8 листопада 1994        | Пліщин, Шепетівський район, Хмельницька область, Україна                             |                         | біг на 400 м з бар'єрами серед жінок | Донецька область                     | 6                                                              | mini                    |
| біг на 3000 м з перешкодами                |                            |                         |                                                                                      |                         | |                                      |                                                                |                         |
| 46                                         | Наталія Стребкова          | 1 березня 1989          | Студінка, Калуський район, Івано-Франківська область                                 |                         | біг на 3000 м з перешкодами серед жінок | Тернопільська область                | 35                                                             |                         |
| Марафонський біг                           |                            |                         |                                                                                      |                         | |                                      |                                                                |                         |
| 47                                         | Богдан-Іван Городиський    | 9 червня 1978           | Жовті Води, Дніпропетровська область, Україна                                        |                         | Марафонський біг серед чоловіків | м. Київ                              | не фінішував                                                   |                         |
| 48                                         | Микола Нижник              | 9 червня 1978           | Жовті Води, Дніпропетровська область, Україна                                        |                         | Марафонський біг серед чоловіків | Донецька областьм. Київ              | не фінішував                                                   |                         |
| 49                                         | Олександр Сітковський      | 9 червня 1978           | Жовті Води, Дніпропетровська область, Україна                                        |                         | Марафонський біг серед чоловіків | Донецька область                     | не фінішував                                                   | mini                    |
| 50                                         | Вікторія Калюжна           | 13 мая 1976             |                                                                                      |                         | Марафонський біг серед жінок | Донецька область                     | не фінішувала                                                  | mini                    |
| 51                                         | Дар'я Михайлова            |                         |                                                                                      |                         | Марафонський біг серед жінок | м. Київ                              | не фінішувала                                                  |                         |
| 52                                         | Євгенія Прокоф'єва         | 5 червня 1995           |                                                                                      |                         | Марафонський біг серед жінок | м. Київ                              | 42                                                             |                         |
| Спортивна ходьба                           |                            |                         |                                                                                      |                         | |                                      |                                                                |                         |
| 53                                         | Іван Банзерук              | 9 лютого 1990           | Воєгоща, Камінь-Каширський район Волинська область, Україна                          |                         | Спортивна ходьба на 50 км серед чоловіків | Волинська область                    | не фінішував                                                   | mini                    |
| 54                                         | Валерій Літанюк            | 2 квітня 1994           | , Івано-Франківська область, Україна                                                 |                         | на 50 км | Івано-Франківська область            | 39                                                             |                         |
| 55                                         | Едуард Забуженко           | 18 квітня 1998          |                                                                                      |                         | Спортивна ходьба на 20 км серед чоловіків | Київська область                     | 52                                                             | mini                    |
| 56                                         | Мар'ян Закальницький       | 19 серпня 1994          | с.Верхня, Калуський район, Івано-Франківська область, Україна                        |                         | Спортивна ходьба на 20 км серед чоловіків | Донецька область                     | 25                                                             |                         |
| 57                                         | Назар Коваленко            | 25 вересня 1990         | Вінницька область, Україна                                                           |                         | Спортивна ходьба на 20 км серед чоловіків | Київська область                     | не допущений до змагань                                        |                         |
| 57                                         | Іван Лосев                 | 26 січня 1986           | Бровари, Україна, Київська область                                                   |                         | Спортивна ходьба на 50 км серед чоловіків | Київська область                     | 49                                                             | mini                    |
| 58                                         | Людмила Оляновська         | 20 лютого 1993          | Солобківці, Ярмолинецький район, Хмельницька область                                 |                         | Спортивна ходьба на 20 км серед жінок | Київська область                     | 40                                                             | mini                    |
| 59                                         | Марія Сахарук              | 14 жовтня 1995          |                                                                                      |                         | Спортивна ходьба на 20 км серед жінок | Волинська область                    | 19                                                             |                         |
| 60                                         | Ганна Шевчук               | 18 липня 1996           | Павликівка, Войнилівська селищна громада, Калуський район, Івано-Франківська область |                         | Спортивна ходьба на 20 км серед жінок | Івано-Франківська область            | 27                                                             |                         |
| Важка атлетика                             |                            |                         |                                                                                      |                         | |                                      |                                                                |                         |
| 61                                         | Ірина Деха                 | 14 травня 1996          | Харків, Харківська область, Україна                                                  |                         | Вагова категорія до 76 кг серед жінок | Харківська область                   | не виконала вправу у поштовху (ривок — 2-е місце)              |                         |
| 62                                         | Каміла Конотоп             | 23 березня 2001         | Харків, Харківська область, Україна                                                  |                         | Вагова категорія до 55 кг серед жінок | Харківська область                   | 5                                                              |                         |
| Водні види спорту                          |                            |                         |                                                                                      |                         | |                                      |                                                                |                         |
| Веслування                                 |                            |                         |                                                                                      |                         | |                                      |                                                                |                         |
| Академічне веслування                      |                            |                         |                                                                                      |                         | |                                      |                                                                |                         |
| 64                                         | Станіслав Ковальов         | 20 серпня 1991          | , , Україна                                                                          |                         | Двійка парна, легка вага | м. Київ                              | 9                                                              |                         |
| 65                                         | Ігор Хмара                 | 18 березня 1990         | Київ, Україна                                                                        |                         | Двійка парна, легка вага | м. Київ                              | 9                                                              |                         |
| Веслування на байдарках та каное           |                            |                         |                                                                                      |                         | |                                      |                                                                |                         |
| Веслування на каное                        |                            |                         |                                                                                      |                         | |                                      |                                                                |                         |
| 66                                         | Павло Алтухов              | 23 грудня 1995          | Хмельницький, Хмельницька область, Україна                                           |                         | Веслування на каное серед чоловіків, К-1 1000 м, К-2 1000 м | Полтавська область                   | 13                                                             | mini                    |
| 67                                         | Юрій Вандюк                | 7 травня 1994           | Ковель, Волинська область, Україна                                                   |                         | Веслування на каное серед чоловіків, К-1 1000 м | Волинська область                    | 16                                                             | mini                    |
| 68                                         | Дмитро Янчук               | 14 листопада 1992       | Хмельницький, Хмельницька область, Україна                                           |                         | Веслування на каное серед чоловіків, К-2 1000 м | Полтавська область                   | 13                                                             | mini                    |
| 69                                         | Людмила Лузан              | 27 березня 1997         | Івано-Франківськ, Івано-Франківськcька область, Україна                              |                         | Веслування на каное серед жінок, К-1 200 м, К-2 500 м | Полтавська область                   | 3                                                              | mini                    |
| 70                                         | Анастасія Четверікова      | 14 квітня 1998          | , , Україна                                                                          |                         | Веслування на каное серед жінок, К-1 200 м, К-2 500 м | Житомирська область                  | 3                                                              | mini                    |
| Веслування на байдарці                     |                            |                         |                                                                                      |                         | |                                      |                                                                |                         |
| 71                                         | Марія Кічасова-Скорик      | 20 липня 1993           | Полтава, Полтавська область, Україна                                                 |                         | Веслування на байдарці серед жінок, Б-1 200м, байдарка-четвірка, Б-4 500м                                                                                               | Полтавська область                   | 10                                                             |                         |
| 72                                         | Людмила Кукліновська       | 10 грудня 1993          | Білгород-Дністровський, Одеська область, Україна                                     |                         | Веслування на байдарці серед жінок, байдарка-одиночка Б-1 500м, байдарка-четвірка, Б-4 500м                                                                             | Полтавська область                   | 10                                                             |                         |
| 73                                         | Марія Повх                 | 8 січня 1989            | Луцьк, Волинська область, Україна                                                    |                         | Веслування на байдарці серед жінок, байдарка-одиночка Б-1 500м, байдарка-четвірка, Б-4 500м                                                                             | Волинська область                    | 10                                                             | mini                    |
| 74                                         | Анастасія Тодорова         | 10 грудня 1993          | Білгород-Дністровський, Одеська область, Україна                                     |                         | Веслування на байдарці серед жінок, байдарка-одиночка Б-1 500м, байдарка-четвірка, Б-4 500м                                                                             | Одеська область                      | 10                                                             |                         |
| 75                                         | Юлія Юрійчук               | 8 січня 1989            | Луцьк, Волинська область, Україна                                                    |                         | Веслування на байдарці серед жінок, байдарка-одиночка Б-1 200м та Б-1 500 м, байдарка-четвірка, Б-4 500м                                                                | Київська область                     | 25                                                             |                         |
| Веслувальний слалом на байдарках та каное  |                            |                         |                                                                                      |                         | |                                      |                                                                |                         |
| 76                                         | Вікторія Ус                | 20 липня 1993           | Київ, Україна                                                                        |                         | Веслувальний слалом на байдарці, 200 м | м. Київ                              | 7                                                              | mini                    |
| Плавання                                   |                            |                         |                                                                                      |                         | |                                      |                                                                |                         |
| 77                                         | Владислав Бухов            | 5 липня 2002            | , Україна                                                                            |                         | 50 метрів вільним стилем та 100 метрів вільним стилем серед чоловіків                                                                                                   | м. Київ                              | 11                                                             |                         |
| 78                                         | Денис Кесіль               | 26 жовтня 2000          | Кривий Ріг, Дніпропетровська область, Україна                                        |                         | 200 метрів батерфляєм серед чоловіків | Дніпропетровська область             | 21                                                             | mini                    |
| 79                                         | Ігор Трояновський          | 19 липня 1992           |                                                                                      |                         | 100 та 200 метрів батерфляєм серед чоловіків | м. Київ                              | 29                                                             | mini                    |
| 80                                         | Михайло Романчук           | 7 серпня 1996           | Рівне, Рівненська область, Україна                                                   |                         | 800 та 1500 метрів вільним стилем серед чоловіків | Рівненська область                   | 2                                                              | mini                    |
| 81                                         | Сергій Фролов              | 14 квітня 1992          | Запоріжжя, Запорізька область, Україна                                               |                         | 800 та 1500 метрів вільним стилем серед чоловіків | Запорізька область                   | 6                                                              | mini                    |
| 82                                         | Сергій Шевцов              | 29 червня 1998          | , Україна                                                                            |                         | 100 метрів вільним стилем серед чоловіків | Запорізька область                   | 35                                                             |                         |
| 83                                         | Дарина Зевіна              | 1 вересня 1994          | м. Київ, Україна                                                                     |                         | плавання на спині, 100 та 200 метрів на спині м серед жінок | м. Київ                              | 19                                                             |                         |
| Плавання на вільній воді                   |                            |                         |                                                                                      |                         | |                                      |                                                                |                         |
| 83                                         | Кристина Панчішко          | 22 травня 1990          | Харків, Харківська область, Україна                                                  |                         | марафон 10 км серед жінок | м. Київ                              | 22                                                             |                         |
| Артистичне плавання                        |                            |                         |                                                                                      |                         | |                                      |                                                                |                         |
| 84                                         | Владислава Алексєєва       | 29 травня 2001          | , Харківська область, Україна                                                        |                         | групові вправи серед жінок | Харківська область                   | 3                                                              |                         |
| 85                                         | Марина Алексєєва           | 29 травня 2001 2001     | , Харківська область, Україна                                                        |                         | групові вправи серед жінок | Харківська область                   | 3                                                              |                         |
| 86                                         | Вероніка Гришко            | 31 серпня 2000          | Донецьк, Донецька область, Україна                                                   |                         | групові вправи серед жінок | Харківська область                   | 3                                                              |                         |
| 87                                         | Катерина Резнік            | 20 листопада 1995       | Харків, Харківська область, Україна                                                  |                         | групові вправи серед жінок | Харківська область                   | 3                                                              |                         |
| 88                                         | Анастасія Савчук           | 2 березня 1996          | Харків, Харківська область, Україна                                                  |                         | Дуети та групові вправи серед жінок | Харківська область                   | 3                                                              |                         |
| 89                                         | Ксенія Сидоренко           | 2 липня 1986            | Харків, Харківська область, Україна                                                  |                         | групові вправи серед жінок | Харківська область                   | 3                                                              |                         |
| 90                                         | Марта Федіна               | 1 лютого 2002           | Харків, Харківська область, Україна                                                  |                         | Дуети та групові вправи серед жінок | Харківська область                   | 3                                                              |                         |
| 91                                         | Аліна Шинкаренко           | 1991                    | Донецьк, Донецька область, Україна                                                   |                         | групові вправи серед жінок | Харківська область                   | 3                                                              |                         |
| 92                                         | Єлизавета Яхно             | 5 лютого 1985           | Донецьк, Донецька область, Україна                                                   |                         | групові вправи серед жінок | Харківська область                   | 3                                                              |                         |
| Стрибки у воду                             |                            |                         |                                                                                      |                         | |                                      |                                                                |                         |
| 93                                         | Олег Колодій               | 16 березня 1993         | Миколаїв, Миколаївська область, Україна                                              |                         | Індивідуальні стрибки з трампліну 3м серед чоловіків | Миколаївська область                 | 22                                                             | mini                    |
| 94                                         | Олексій Середа             | 25 грудня 2005          | Миколаїв, Миколаївська область, Україна                                              |                         | індивідуальні та синхронні стрибки з вишки, 10 метрів серед чоловіків                                                                                                   | Луганська область                    | 6                                                              | mini                    |
| 95                                         | Олег Сербін                | 11 серпня 2001          | Запоріжжя, Запорізька область, Україна                                               |                         | індивідуальні та синхронні стрибки з вишки, 10 метрів серед чоловіків                                                                                                   | Запорізька область                   | 6                                                              | mini                    |
| 96                                         | Вікторія Кесарь            | 11 серпня 1993          | Запоріжжя, Запорізька область, Україна                                               |                         | Індивідуальні стрибки з трампліну 3м серед жінок | Луганська область                    | 23                                                             | mini                    |
| 97                                         | Ганна Письменська          | 12 березня 1991         | Вінниця, Вінницька область, Україна                                                  |                         | Індивідуальні стрибки з трампліну 3м серед жінок | Луганська область                    | 24                                                             | mini                    |
| 98                                         | Софія Лискун               | 7 лютого 2002           | Луганськ, Луганська область, Україна                                                 |                         | Індивідуальні стрибки з вишки 10 м серед жінок | Київ                                 | 29                                                             | mini                    |
| Єдиноборства                               |                            |                         |                                                                                      |                         | |                                      |                                                                |                         |
| Бокс                                       |                            |                         |                                                                                      |                         | |                                      |                                                                |                         |
| 99                                         | Микола Буценко             | 25 червня 1991          |                                                                                      |                         | Вагова категорія 57 кг серед чоловіків | Харківська область                   | 17                                                             |                         |
| 100                                        | Цотне Рогава               | 2 травня 1993           | Зугдіді, Грузія                                                                      |                         | понад 91 кг | Одеська область                      | 9                                                              |                         |
| 101                                        | Ярослав Харциз             | 7 травня 1997           | , , Україна                                                                          | 17                      | до 63 кг | Харківська область                   | 17                                                             |                         |
| 102                                        | Олександр Хижняк           | 3 серпня 1995           | Полтава, Полтавська область, Україна                                                 | 2                       | до 75 кг | Полтавська область                   | 2                                                              | mini                    |
| 103                                        | Анна Лисенко               | 22 грудня 1991          | Київ, Україна                                                                        |                         | до 69 кг | Київська область                     | 5                                                              |                         |
| Боротьба                                   |                            |                         |                                                                                      |                         | |                                      |                                                                |                         |
| Вільна боротьба                            |                            |                         |                                                                                      |                         | |                                      |                                                                |                         |
| 103                                        | Олександр Хоцянівський     | 20 липня 1990           | Донецьк, Донецька область, Україна                                                   |                         | вагова категорія до 125 кг | Донецька область                     |                                                                | (праворуч)              |
| 104                                        | Василь Михайлов            | 24 червня 1995          | Тарутине, Одеська область, Україна                                                   |                         | Вагова категорія до 74 кг | Одеська область                      |                                                                |                         |
| Жіноча боротьба                            |                            |                         |                                                                                      |                         | |                                      |                                                                |                         |
| 105                                        | Алла Белінська             | 8 жовтня 1995           | Вільховець, Хмельницька область, Україна                                             |                         | вагова категорія до 76 кг | Херсонська область                   | 12                                                             | mini                    |
| 106                                        | Тетяна Кіт                 | 1 вересня 1994          | Іваничі, Волинська область, Україна                                                  |                         | вагова категорія до 57 кг | Львівська область                    | 8                                                              |                         |
| 107                                        | Ірина Коляденко            | 28 серпня 1998          | Ірпінь, Київська область, Україна                                                    |                         | вагова категорія до 62 кг | Київська область                     | 3                                                              |                         |
| 108                                        | Оксана Лівач               | 14 травня 1997          | Долина, Івано-Франківська область, Україна                                           |                         | вагова категорія до 50 кг | Львівська область                    | 5                                                              |                         |
| 109                                        | Алла Черкасова             | 5 травня 1989           | Львів, Львівська область, Україна                                                    |                         | вагова категорія до 68 кг | Львівська область                    | 3                                                              | mini                    |
| Греко-римська боротьба                     |                            |                         |                                                                                      |                         | |                                      |                                                                |                         |
| 110                                        | Жан Беленюк                | 24 січня 1991           | Київ, Україна                                                                        |                         | вагова категорія до 85 кг | м. Київ                              | 1                                                              | mini                    |
| 111                                        | Парвіз Насібов             | 18 серпня 1998          | Запоріжжя, Запорізька область, Україна                                               |                         | вагова категорія до 67 кг | Запорізька область                   | 2                                                              |                         |
| 112                                        | Ленур Теміров              | 1 січня 1990            | Алмалик, Ташкентська область, Узбекистан                                             |                         | вагова категорія до 60 кг | Полтавська область                   | 5                                                              |                         |
| Дзюдо                                      |                            |                         |                                                                                      |                         | |                                      |                                                                |                         |
| 113                                        | Георгій Зантарая           | 21 жовтня 1987          | Галі, Апхацеті, Грузія                                                               |                         | вагова категорія до 66 кг серед чоловіків | м. Київ                              | 9                                                              | mini                    |
| 114                                        | Артем Лесюк                | 30 листопада 1996       | Київ, Україна                                                                        |                         | вагова категорія до 60 кг серед чоловіків | м. Київ                              | 7                                                              | mini                    |
| 115                                        | Кеджау Ньябалі             | 8 липня 1990            |                                                                                      |                         | вагова категорія до 90 кг серед чоловіків | м. Київ                              | 9 (в результаті дискваліфікації)                               |                         |
| 116                                        | Яків Хаммо                 | 11 червня 1994          | Донецьк, Донецька область, Україна                                                   |                         | вагова категорія понад 100 кг серед чоловіків | м. Київ                              | 5                                                              | \                       |
| 117                                        | Дар'я Білодід              | 10 жовтня 2000          | м. Київ, Україна                                                                     |                         | вагова категорія до 48 кг серед жінок | м. Київ                              | 3                                                              | mini                    |
| 118                                        | Єлизавета Каланіна         | 1 лютого 1995           | Кременчук, Полтавська область, Україна                                               |                         | вагова категорія понад 78 кг серед жінок | Полтавська область                   | 9                                                              |                         |
| 119                                        | Анастасія Турчин           | 3 січня 1995            | Рівне, Рівненська область, Україна                                                   |                         | вагова категорія до 78 кг серед жінок | Київська область Полтавська область  | 9                                                              |                         |
| Карате                                     |                            |                         |                                                                                      |                         | |                                      |                                                                |                         |
| 120                                        | Станіслав Горуна           | 1 березня 1989          |                                                                                      |                         | Вагова категорія до 75 кг серед чоловіків | Львівська область                    | 3                                                              | mini                    |
| 121                                        | Аніта Серьогіна            | 16 січня 1990           | Чорноморськ) Одеська область, Україна                                                |                         | вагова категорія до 61 кг серед жінок | Одеська область                      | 5                                                              |                         |
| 122                                        | Анжеліка Терлюга           | 27 березня 1992         | Одеса, Одеська область, Україна                                                      |                         | вагова категорія до 55 кг серед жінок | Одеська область                      | 2                                                              | mini                    |
| Фехтування                                 |                            |                         |                                                                                      |                         | |                                      |                                                                |                         |
| 123                                        | Анатолій Герей             | 31 квітня 1989          | Ужгород, Закарпатська область, Україна                                               |                         | командна першість серед чоловіків | Закарпатська область                 | 6                                                              | mini                    |
| 124                                        | Богдан Нікішин             | 29 травня 1980          | Дніпропетровськ, Дніпропетровська область, Україна                                   |                         | фехтування на шпагах, індивідуальна та командна першість серед чоловіків                                                                                                | Дніпропетровська область             | 6                                                              | mini                    |
| 125                                        | Ігор Рейзлін               | 7 грудня 1984           | , Україна                                                                            |                         | фехтування на шпагах, індивідуальна та командна першість серед чоловіків                                                                                                | м. Київ                              | 3                                                              | mini                    |
| 126                                        | Роман Свічкар              | 23 червня 1993          | Харків, Харківська область, Україна                                                  |                         | фехтування на шпагах, індивідуальна та командна першість серед чоловіків                                                                                                | Харківська область                   | 6                                                              |                         |
| 127                                        | Олена Кривицька            | 23 лютого 1986          | Львів, Львівська область, Україна                                                    |                         | фехтування на шпагах, індивідуальна першість | Київ                                 | 21                                                             | mini                    |
| 128                                        | Ольга Харлан               | 4 вересня 1990          | Миколаїв, Миколаївська область, Україна                                              |                         | фехтування на шаблях, індивідуальна першість | Миколаївська область                 | 17                                                             | mini                    |
| Стрілецькі види спорту                     |                            |                         |                                                                                      |                         | |                                      |                                                                |                         |
| Кульова стрільба                           |                            |                         |                                                                                      |                         | |                                      |                                                                |                         |
| 129                                        | Павло Коростильов          | 5 листопада 1997        | Львів, Львівська область, Україна                                                    |                         | Стрільба з пневматичного пістолета, дистанція 10 м та з швидкісного пістолета, дистанція 25 м серед чоловіків, пневматичний пістолет, 10 м                              | Львівська область                    | 4                                                              | mini                    |
| 130                                        | Сергій Куліш               | 17 квітня 1993          | Черкаси Черкаська область, Україна                                                   |                         | Стрільба з пневматичної гвинтівки з дистанції 10 м, стрільба з гвинтівки з трьох положень з дистанції 50 м серед чоловіків                                              | Черкаська область                    | 8                                                              | mini                    |
| 131                                        | Олег Омельчук              | 7 червня 1983           | Великі Селища Березнівського району, область, Україна                                |                         | Стрільба з пневматичного пістолета, дистанція 10 м та з швидкісного пістолета, дистанція 25 м серед чоловіків, Стрільба з пневматичного пістолет, 10 м, змішаний розряд | Рівненська область                   | 3                                                              | mini                    |
| 132                                        | Олег Царьков               | 22 березня 1988         |                                                                                      |                         | Стрільба з пневматичної гвинтівки з дистанції 10 м, стрільба з гвинтівки з трьох положень з дистанції 50 м серед чоловіків                                              | Вінницька область                    | 22                                                             |                         |
| 133                                        | Олена Костевич             | 14 квітня 1985          | Хабаровськ, Хабаровський край, Російська Федерація                                   |                         | Стрільба з пневматичного пістолета, дистанція 10 м, з швидкісного пістолета, дистанція 25 м серед жінок, Стрільба з пневматичного пістолет, 10 м, змішаний розряд       | Чернігівська область                 | 3                                                              | mini                    |
| Стендова стрільба                          |                            |                         |                                                                                      |                         | |                                      |                                                                |                         |
| 134                                        | Ірина Маловічко            | 6 грудня 1993           |                                                                                      | Одеса, Одеська область  | стендова стрільба, Скит серед жінок | Одеська область                      | 8                                                              |                         |
| Стрільба з лука                            |                            |                         |                                                                                      |                         | |                                      |                                                                |                         |
| 135                                        | Олексій Гунбін             | 8 листопада 1992        | Суми, Сумська область, Україна                                                       |                         | Індивідуальна першість серед чоловіків | Сумська область                      | 18                                                             |                         |
| 136                                        | Вероніка Марченко          | 3 квітня 1993           |                                                                                      | , ,                     | Індивідуальна та Командна першість серед жінок | Львівська область                    | 11                                                             |                         |
| 137                                        | Анастасія Павлова          | 9 лютого 1995           |                                                                                      |                         | Індивідуальна та Командна першість серед жінок | Херсонська область                   | 11                                                             |                         |
| 138                                        | Лідія Січенікова           | 3 лютого 1993           | Чернівці, Чернівецька область, Україна                                               |                         | Індивідуальна та Командна першість серед жінок | Чернівецька область                  | 11                                                             |                         |
| Пересувні види спорту                      |                            |                         |                                                                                      |                         | |                                      |                                                                |                         |
| Велошосейні перегони                       |                            |                         |                                                                                      |                         | |                                      |                                                                |                         |
| 139                                        | Анатолій Будяк             | 29 вересня 1995         | Вінниця, Вінницька область, Україна                                                  |                         | Групова шосейна гонка серед чоловіків | Донецька область                     | 56                                                             |                         |
| 140                                        | Валерія Кононенко          | 14 травня 1990          |                                                                                      |                         | Групова шосейна гонка серед | Донецька область                     | не фінішувала                                                  | mini                    |
| Велотрекові перегони                       |                            |                         |                                                                                      |                         | |                                      |                                                                |                         |
| 141                                        | Любов Басова               | 16 липня 1988,          | с. Шарапанівка, Вінницька область, Україна                                           |                         | кейрін та індивідуальний та командний спринт серед жінок | м. Київ                              | 6                                                              | mini                    |
| 142                                        | Олена Старікова            | 22 квітня 1996          | Харків, Харківська область, Україна                                                  |                         | кейрін та індивідуальний та командний спринт серед жінок | Львівська область                    | 2                                                              | mini                    |
| Маунтінбайк                                |                            |                         |                                                                                      |                         | |                                      |                                                                |                         |
| 143                                        | Яна Біломоїна              | 2 листопада 1992        | Луцьк, Волинська область, Україна                                                    |                         | крос-кантрі серед жінок | Волинська область                    | 8                                                              | mini                    |
| Кінний спорт                               |                            |                         |                                                                                      |                         | |                                      |                                                                |                         |
| 144                                        | Олександр Продан           | 27 березня 1998         | , ,                                                                                  |                         | Індивідуальні змагання з подолання перешкод серед чоловіків | Київська область                     | 57                                                             | mini                    |
| 145                                        | Інна Логутенкова           | 19 жовтня 1986          | Україна                                                                              |                         | Індивідуальна виїздка серед жінок | Донецька область                     | 47                                                             | mini                    |
| Комбіновані види спорту                    |                            |                         |                                                                                      |                         | |                                      |                                                                |                         |
| Сучасне п'ятиборство                       |                            |                         |                                                                                      |                         | |                                      |                                                                |                         |
| 146                                        | Павло Тимощенко            | 31 січня 1992           | Луганськ, Луганська область, Україна                                                 |                         | Індивідуальна першість серед чоловіків | Київ                                 | 15                                                             | mini                    |
| Тріатлон (докладніше)                      |                            |                         |                                                                                      |                         | |                                      |                                                                |                         |
| 147                                        | Юлія Єлістратова           | 15 лютого 1988          | Овруч, Житомирська область, Україна                                                  |                         | індивідуальна першість серед жінок: олімпійська дистанція: плавання — 1,5 км, велосипед — 40 км, біг — 10 км                                                            | Житомирська область                  | відсторонена напередодні змагань                               |                         |
| Ігрові види спорту                         |                            |                         |                                                                                      |                         | |                                      |                                                                |                         |
| Бадмінтон                                  |                            |                         |                                                                                      |                         | |                                      |                                                                |                         |
| 148                                        | Артем Почтарьов            | 24 липня 1993           |                                                                                      |                         | Індивідуальна першість серед чоловіків | м. Київ                              | 15                                                             | mini                    |
| 149                                        | Марія Улітіна              | 5 листопада1991         | Дніпропетровськ, Дніпропетровська область, Україна                                   |                         | Індивідуальна першість серед жінок | Дніпропетровська область             | 14                                                             |                         |
| Настільний теніс                           |                            |                         |                                                                                      |                         | |                                      |                                                                |                         |
| 150                                        | Коу Лей                    | 20 листопада 1987       | Пекін, Пекін, Китай                                                                  |                         | командна та індивідуальна першість серед чоловіків | Донецька область                     | 33                                                             | mini                    |
| 151                                        | Маргарита Песоцька         | 9 серпня 1991           | Київ, Україна                                                                        |                         | командна та індивідуальна першість серед жінок | м. Київ                              | 33                                                             |                         |
| 152                                        | Ганна Гапонова             | 28 жовтня 1985          | Харків, Харківська область, Україна                                                  |                         | командна та індивідуальна першість серед жінок | Харківська область                   | 49                                                             |                         |
| Великий теніс                              |                            |                         |                                                                                      |                         | |                                      |                                                                |                         |
| 153                                        | Людмила Кіченок            | 20 липня 1992           | Дніпро, Дніпропетровська область, Україна                                            |                         | Парна першість серед жінок | Дніпропетровська область             | 5                                                              | mini                    |
| 154                                        | Надія Кіченок              | 20 липня 1992           | Дніпро, Дніпропетровська область, Україна                                            |                         | Парна першість серед жінок | Дніпропетровська область             | 5                                                              | mini                    |
| 154                                        | Марта Костюк               | 28 червня 2002          | Дніпро, Дніпропетровська область, Україна                                            |                         | Парна першість серед жінок | Дніпропетровська область             | знялася через травму                                           | mini                    |
| 156                                        | Еліна Світоліна            | 12 вересня 1994         | Одеса, Одеська область, Україна                                                      |                         | Індивідуальна та Парна першість серед жінок | Харківська область                   | 3                                                              | mini                    |
| 157                                        | Даяна Ястремська           | 15 травня 2000          | Одеська область, Одеська область, Україна                                            |                         | Індивідуальна та Парна першість серед жінок | Одеська область                      | 17                                                             | mini                    |

## Перелік українських спортсменів— Олімпійських ігор 2020 у складі зарубіжних збірних
Таблиця 2. Українські спортсмени — учасники Європейських ігор у складі збірних команд іноземних держав
| Позиція | Прізвище та ім'я особи                | Дата народження   | Місце народження                                    | Дата смерті                         | Країна, яку представляв | Вид спорту                       | Дисципліни                                                                             | Найкращий результат(місце) | Фото     |
| ------- | ------------------------------------- | ----------------- | --------------------------------------------------- | ----------------------------------- | ----------------------- | -------------------------------- | -------------------------------------------------------------------------------------- | -------------------------- | -------- |
| 1       | Гліб Бакши                            | 12 листопада 1995 | Сімферополь, АР Крим Україна                        |                                     | ОКР                     | Бокс                             | вагова категорія серед чоловіків                                                       | 3                          | mini     |
| 2       | Анастасія Близнюк                     | 28 червня 1994    | Запоріжжя, Запорізька область, Україна              |                                     | ОКР                     | Художня гімнастика               | групові вправи                                                                         | 2                          | mini     |
| 3       | Олександр Бондар                      | 25 жовтня 1993    | Луганськ, Луганська область, Україна                |                                     | ОКР                     | Стрибки у воду                   | індивідуальні та синхронні стрибку в воду з вишки, 10 м                                | 3                          |          |
| 4       | Олена Весніна                         | 1 серпня 1986     | Львів, Львівська область, Україна                   |                                     | ОКР                     | теніс                            | парний та одиночний розряд                                                             | 4                          | mini     |
| 5       | Таміла Голуб                          | 15 травня 1999    | Черкаси, Черкаська область, Україна                 |                                     | Португалія              | Плавання                         | 800 та 1500 вільним стилем серед жінок                                                 | 22                         |          |
| 6       | Марина Голядкіна                      | 13 червня 1997    | Донецьк, Донецька область, Україна                  |                                     | ОКР                     | Синхронне плавання               | групові вправи                                                                         | 1                          |          |
| 7       | Наталія Гончарова                     | 1 червня 1989     | Сколе, Львівська область, Україна                   |                                     | ОКР                     | волейбол                         | командна першість серед жінок                                                          | 4                          | mini     |
| 8       | Галина Дворак                         | 1 квітня 1988     | Київ, Україна                                       |                                     | Іспанія                 | настільний теніс                 | одиночний розряд серед жінок                                                           |                            | mini     |
| 9       | Анастасія Долгова                     | 14 лютого 2000    | , Україна                                           |                                     | ОКР                     | Веслування на байдарках та каное | байдарка-двійка 500 м серед жінок                                                      |                            |          |
| 10      | Артем Долгопят                        | 16 червня 1997    | Дніпро, Дніпропетровська область, Україна           |                                     | Ізраїль                 | Спортивна гімнастика             | вільні вправи, кінь серед чоловіків                                                    | 1                          |          |
| 12      | Ірина Зарецька                        | 4 березня 1996    | Одеса, Одеська область, Україна                     |                                     | Азербайджан             | вільна боротьба                  | Вагова категорія понад 61 кг серед жінок                                               | 2                          | mini     |
| 13      | Ірина Кіндзерська                     | 13 червня 1991    | Кам'янець-Подільський, Хмельницька область, Україна |                                     | Азербайджан             | Дзюдо                            | Вагова категорія понад 78 кг серед жінок                                               | 3                          | mini     |
| 14      | Ганна Князєва-Міненко                 | 25 вересня 1989   | Переяслав-Хмельницький, Україна                     |                                     | Ізраїль                 | Легка атлетика                   | потрійний стрибок серед жінок                                                          | 6                          |          |
| 15      | Левицька-Шуквані Тетяна Олександрівна | 7 квітня 1990     | , , Україна                                         |                                     | Грузія                  | Дзюдо                            | Вагова категорія до 52 кг серед жінок                                                  |                            |          |
| 16      | Єлизавета Лузан                       | 14 березня 2003   | , , Україна                                         |                                     | Азербайджан             | Художня гімнастика               | групові вправи серед жінок                                                             |                            |          |
| 17      | Михайло Настенко                      | 8 серпня 1966     | Київ, Україна                                       |                                     | Російська Федерація     | Кінний спорт                     | кінне триборство серед чоловіків                                                       |                            |          |
| 18      | Дмитро Овчаров                        | 2 вересня 1988    | Київ, Україна                                       |                                     | Німеччина               | настільний теніс                 | Індивідуальна та командна першість серед чоловіків                                     | 3                          | у центрі |
| 19      | Петро Пальчик                         | 4 січня 1992      | Ялта, АР Крим, Україна                              |                                     | Ізраїль                 | Дзюдо                            | Вагова категорія до 90 кг серед чоловіків та змішані командні змагання                 | 3                          | mini     |
| 20      | Ростислав Певцов                      | 15 квітня 1987    |                                                     | Харків, Харківська область, Україна | Азербайджан             | Триатлон                         | Індивідуальна першість серед чоловіків                                                 | 41                         |          |
| 21      | Олена Потапенко                       | 20 квітня 1993    |                                                     | Україна                             | Казахстан               | Сучасне п'ятиборство             | Індивідуальна першість серед жінок                                                     |                            |          |
| 22      | Антон Плісний                         | 17 вересня 1996   | Дніпро, Дніпропетровська область, Україна           |                                     | Грузія                  | Важка атлетика                   | Вагова категорія до 96 кг серед чоловіків                                              | 3                          |          |
| 23      | Сергій Ріхтер                         | 23 квітня 1989    | Харків, Харківська область, Україна                 |                                     | Ізраїль                 | кульова стрільба                 | стрільба з пневматичної гвинтівки з 10 м                                               | 27                         | mini     |
| 24      | Ганна Скидан                          | 14 травня 1992    | Красний Луч, Луганська область, Україна             |                                     | Азербайджан             | Легка атлетика                   | метання молоту серед жінок                                                             | 16                         | mini     |
| 25      | Вікторія Сонцева                      | 19 червня 1998    | Полтава, Полтавська область, Україна                |                                     | Туреччина               | Плавання                         | 200 м комплексом, естафета 4 по 200 вільним стилем серед жінок                         | 13                         | mini     |
| 26      | Марія Стадник                         | 3 червня 1988     | Львів, Львівська область, Україна                   |                                     | Азербайджан             | вільна боротьба                  | вагова категорія до 50 кг серед жінок                                                  | 3                          | mini     |
| 27      | Сергій Тарновський                    | 24 червня 1997    | Львів, Львівська область, Україна                   |                                     | Молдова                 | Веслування на байдарках та каное | C1 — 1000 м серед чоловіків                                                            | 3                          | mini     |
| 28      | Сергій Токарницький                   | 1 лютого 1993     | Кам'янське, Дніпропетровська область, Україна       |                                     | Казахстан               | веслування на байдарках та каное | веслування на байдарці-четвірці, 500 м                                                 |                            | mini     |
| 29      | Поліна Тріфонова                      | 24 січня 1992     | , Болгарія                                          |                                     | Болгарія                | настільний теніс                 | одиночний розряд серед жінок                                                           |                            |          |
| 30      | Вікторія Чайка                        | 26 грудня 1980    | Марганець, Дніпропетровська область,Україна         |                                     | Білорусь                | кульова стрільба                 | стрільба з пневматичного пістолету з 10 м та з швидкісного пістолета, 25 м серед жінок | 11                         |          |
| 31      | Максим Шемберєв                       | 25 вересня, 1993  | Київ, Україна                                       |                                     | Азербайджан             | Плавання                         | 400 м комплексом серед чоловіків                                                       | 26                         | mini     |